# سكوت كيلي (مغني)
سكوت كيلي (بالإنجليزية: Scott Kelly)‏ هو مغني وكاتب أغاني أمريكي، ولد في 13 يونيو 1967 في إيفانستون في الولايات المتحدة.

## وصلات خارجية
- سكوت كيلي على موقع ميوزك برينز (الإنجليزية)
- سكوت كيلي على موقع ديسكوغز (الإنجليزية)